# Pampa (Texas)
Pour les articles homonymes, voir Pampa (homonymie).
La ville de Pampa est le siège du comté de Gray, dans l’État du Texas, aux États-Unis. Sa population s’élevait à 17 994 habitants lors du recensement de 2010, estimée à 17 762 habitants en 2016.

## Historique
Le 8 juin 1995 Pampa a été frappé par une violente tornade.
Fait étonnant, cette tornade avait une trajectoire hasardeuse et peu prévisible et ne se déplaçait pas en même temps que l'orage, ce qui la rendait encore plus dangereuse, elle a dévasté un complexe industriel en causant plus 30 millions de dollars de dégâts. Malgré cela elle ne ferra aucune victime.
Sur les photographies et vidéos des témoins, nous pouvons observer que parmi les débris des camions de plusieurs tonnes ont été soulevés comme fétus de pailles, elle sera classée EF4 (haut de l'échelon ) sur l'échelle de Fujita amélioré.

## Personnalités liées à la ville
- Woody Guthrie
- John Jenkins
- Randy Matson
- T. Boone Pickens
- Hank Skinner
- Zach Thomas